# Konzervacija vitraja
Konzervacija vitraja jest aktivnost usmjerena na zaštitu i očuvanje povijesnih vitraja za sadašnje i buduće generacije. U sebi uključuje sve akcije usmjerene ka prevenciji, usporavanju ili zaustavljanju procesa propadanja koji pogađa ove predmete. Ova specijalnost nadalje djeluje i kao dio šire prakse konzervacije-restauracije predmeta kulturne i arhitektonske baštine.
Vitraj je slavljen kao najljepši oblik arhitektonske dekoracije, no treba naglasiti ujedno je i najosjetljiviji na propadanje i oštećenja. Samo staklo, te boje, odnosno bojitelji korišteni u ukrašavanju, ali i metal koji nosi kako dijelove tako i cjelokupnu konstrukciju izrazito su osjetljivi, pa stoga zahtijevaju rad konzervatora da bi opstali što dulje vrijeme.
Povijesno ostakljenje podvrgnuto je oštećenjima bilo od strane okoliša, bilo zbog humanog faktora. Propadanje nije u pravilu sporo već se može odvijati i priličnom brzinom, kao kod primjerice požara, neprimjerenog rukovanja, uklanjanja ili tretmana, te vandalizma.
Zbog delikatne prirode materijala, i neprocijenjive estetske i povijesne vrijednosti, bilo koji, ali i svaki zahvat treba biti pažljivo i planirano izveden od strane profesionalnih konzervatora, te od njih nadziranih zanatlija. Dok u zaštitu moraju biti uključeni svi, znači uključujući i posjetioce, kod onih koji rade na čuvanju, te kod zahvata na materijalu prednost treba dati isključivo provjerenim profesionalnim konzervatorima.
Stoga, svi projekti zaštite počinju pomnim planiranjem i istraživanjima. Odabrani postupak mora odražavati prije spomenuto, kao i potrebu da se građevina u cjelini mora dokumentirati kao referentna točka za budućnost.           

## Propadanje vitraja
Primarni je cilj konzervacije usporavanje propadanja, uz minimalne moguće gubitke na značaju, te povijesnim i estetskim vrijednostima. No, u slučaju vitraja, ovi se napori još više kompliciraju zbog prirode medija kao takvog. Vitraj jest kompleksni objekt koji u sebi uključuje dva materijala, i svaki od njih donosi vlastite, prilično raznolike probleme i potrebe. Osim samog stakla koje može biti i oslikano, odnosno obojeno, komadi su spojeni metalnim trakama, koje ne samo da materijal fiksiraju već ga i vežu na dodatna ojačanja.
Stanje svake od ovih komponenti igra vrlo važnu ulogu u cjelokupnoj zaštiti prozora, jer u određenim slučajevima propadanje jednog materijala manje ili više utječe i na propadanje onog drugog.

### Uzroci
Velika je većina vitraja izvorno stvorena kako bi bila u funkciji građevine u kojoj jesu, znači prije svega im je funkcija da odvajaju unutrašnjost od utjecaja vanjskih vremenskih uvjeta. Stoga je većina izvornog ostakljenja bila izložena štetno djelujućim uvjetima koji uključuju (no nisu ograničeni samo na iste): ultraljubičasto zračenje, ekstremne vremenske uvjete zbog vanjskog ili unutarnjeg zagađenja, kao i oštećenja biološkog porijekla tj. izmeta goluba ili šišmiša, te raznih mikroorganizama. Posljedica prije rečenog je česta obloženost ploča kompaktnim slojevima prljavštine, koji čak mogu biti i preklopljeni sa slojevima boje. Okoliš također ima značajnu ulogu u propadanju metalnih okvira koji nose staklene plohe, što nadalje može dovesti do značajnih strukturalnih oštećenja.

### Propadanje stakla
Usprkos činjenici da je staklo poznato po svojoj kemijskoj stabilnosti i otpornosti na propadanje nečistoće i oscilacije u sastavu mogu prouzročiti priličnu kemijsku nestabilnost koja može voditi daljnjim oštećenjima. Staklo je isto tako osjetljivo na zagađen zrak, te visoku razinu relativne vlažnosti zraka ili dugotrajno izlagaje vlažnom zraku, oba ova čimbenika mogu bitno povećati stupanj korozije nestabilnih staklenih predmeta. Vremenom korozija biva sve izraženija, te može doći i do uočljivih oštećenja. Zamućenja koja se prilikom ovog javljaju dovode do nastanka neprozirnih kristala sigenita i gipsa. Daljnji rast spomenutih kristala sve više ugrožava opstojnost predmeta, može doći do ljuštenja finih slojeva boje, te stvaranja pukotina, staklene ploče mogu potamniti ili se zamutiti zbog oksidacije stanovitih metala poput mangana, koji je bio razmjerno uobičajen sastavni dio kasno srednjovjekovnih stakala.

### Propadanje boja i emajla
Slojevi boje mogu biti pogođeni propadanjem samog materijala, međutim, ovaj fragilni sloj također može biti sklon i drugim vrstama oštećenja. Obojene površine nanešene na staklo u hladnom stanju, te potom izložene visokim temperaturama, izrazito su osjetljive na kondenzaciju i druge štete zbog izlaganja vanjskim uvjetima, sve zbog nepravilno izvedenog paljenja kod proizvodnje. Čest je to slučaj i kod izbljeđivanja boja te nestanka finih detalaja, poput lica kod figurativno urešenih vitraja. Vremenom emajli počinju odprskivati s ostakljenja, dok određene vrste obojenih ukrasa mogu promijeniti boju zbog dugotrajnog izlaganja ultraljubičastom svjetlu, što pak dodatno mijenja estetski doživljaj djela kao cjeline.

### Strukturalne deformacije i srodna oštećenja
Propadanje metalnih okvira koji nose ostakljenje, poput korozije metalnih okvira i nosive konstrukcije, često predstavlja ponajveću opasnost za sam vitraj. Olovo i cink najčešće se koriste kao okvir, te su izloženi širenju i stezanju zbog toplinskih oscilacija, što može dovesti do zamora materijala, a ovo nadalje može prouzročiti izobličenja ili propadanje ostakljenih ploha. Dodatna oštećenja može prouzročiti i vjetar.

## Stvaranje plana zaštite

### Osnovne postavke
J. Sloanova raprava o konzervaciji vitraja u SAD, navodi sljedeću listu etičko-filozofskih kriterija koji moraju biti poštovani kod konzervacije vitraja:
- Svi primijenjeni postupci moraju biti reverzibilni (...).
- Sve intervencije moraju biti podložne postizanju željenog cilja.
- Original mora biti očuvan u najvećem mogućem opsegu.
- Sve postupke i materijale mora se primjereno dokumentirati.
- Rad ne smije nositi bilo kakav osobni pečat vidljiv običnom promatraču, međutim obnovljeno mora biti jasno uočljivo budućim konzervatorima.
- Konzervator je etički obavezan izvesti zahvat najkvalitetnije što može, bez obzira na osobno mišljenje o vrijednosti objekta.

### Istraživanja
Zbog izrazite raznolikosti u kemijskom sastavu i metodologiji izrade vitraja, istraživanja općenitih proizvodnih navika u određenimm regijama ili razdobljima mogu koristiti konzervatoru da shvati značaj tretiranog djela, predvidi što očekivati od materijala i odredi kako djelovati u konkretnom slučaju. Primjerice, kad konzervator restaurator radi na grupi ostakljenih prozora proizvedenih u SAD, normalno je da će istražiti provinijenciju stakla, kao i vrijeme proizvodnje istog, te provjeriti da li je u tom razdoblju bilo kakovih variranja u načinu proizvodne odnosno sastavu spomenutog. Posljedica ovog je i mogućnost predviđanja daljnjeg ponašanja tretiranog predmeta. Unutar te istraživačke faze mogu biti uključena i cjelovita izvješća o stanju objekta, zajedno sa zabilješkama o eventualnim prethodnim restauracijama ili reparacijama.

### Donošenje odluka
Kod donošenja odluka obavezno se rukovodimo i informacijama stečenima za vrijeme istražnih radova. Voditelji projekata, te održavanja moraju biti odgovorni za izbor konzervatora, dok sami konzervatori snose odgovornost za boljitak predmeta na kojem rade ili će raditi. Sve faze rade moraju biti izvedene u skladu s prethodno donesenim planovima konzervacije.

### Dokumentacija
Uloga primjerene dokumentacije iznimno je važna za cjelokupni proces, te mora biti određena kao obavezna. Probna istraživanja, ispitivanje stanja, plan zahvata, te sve metode i materijali koje ćemo koristiti moraju biti egzaktno zabilježeni i dugoročno dostupni.

## Vrste tretmana

### Čišćenje
Pažljivo čišćenje vitraja može doprinijeti dramatičnom poboljšanju cjelokupnog dojma jer ova je umjetnička tehnika izrazito zavisna o propusnosti za zrake svijetla. Na nesreću, skoro sve vrste čišćenja mogu prouzročiti površinske promjene na staklu, kao i u oslikanom sloju. Stoga nije neophodno potpuno ukloniti neželjene slojeve, već se možemo usmjeriti na njihivo stanjivanje do točke na kojoj će prolazak svijetla biti na prihvatljivoj razini. Najjednostavniji je oblik čišćenja onaj pri kojem koristimo destiliranu vodu, uz napomenu da u pravilu moramo koristiti i druge metode čišćenja, no uvijek kontrolirano i s primjerenom pažnjom.
Rad sa skalpelom ili mikromlazom mogu se koristiti za postupno stanjivanje inkrustacija. Također možemo koristiti i tampone natopljene neionskin detergentom ili EDTA otopinom. Bez obzira na koji način radili, dužni smo paziti da ne narušimo stabilnost obojenog sloja. U slučaju posebno osjetljivih površina, radimo isključivo s tamponima vate. Otpale komadiće boje podlijepimo, najbolje uz pomoć mikroskopa. Također treba paziti i na očuvanje naknadno nanešenih slojeva, jer i ovi mogu biti od značaja za povijest predmeta.

### Popravci
Unutar konzervacije obnova dijelova ili cjeline usmjerena je na trajnost, no mora biti isto tako što lakše ukloniva, i uz striktno pridržavanje etičkih uzusa suvremene konzervatorske prakse. U kontekstu vitraja obnova uključuje rad na samoj materiji objekta, eventalnoj izradi dijelova koji nedostaju, kao i strukturalnoj konsolidacijii kako objekta tako i okolne arhitektonske tvari.
Suvremena bi se praksa mogla svesti na prije svega ljepljenje epoksidnim ili silikonskim ljepilom, te nešto rjeđe korištenje bakrene folije i mekog lemljenja. Svaki od navedenih postupaka ima svoje mane i prednosti - dok bakrena folija i lemljenje daju veliku čvrstoću, reverzibilnost, no zbog primjene topline nije najpogodniji, silikoni pak daju laku reverzibilnost, no nažalost svijetlo reflektiraju drugačije od samog stakla, te ovakvi dijelovi strše u odnosu na okolne dijelove.
Nedostajuće se dijelove može zapuniti ili nadomjestiti novim komadima stakla, no uvijek s pažnjom i mjerom.Svi ovi dijelovi moraju biti jasno označeni te primjereno dokumentirani. Na kraju uvijek je bolje uzeti nesavršene originalne komade no bilo kakove suvremene nadomjestke. Ovi posljednji pak teško da u potpunosti i savršeno repliciraju izvorne dijelove, osim toga ovaj postupak zalazi i u klizavo i etički neprihvatljivo područje. Trebalo bi preferirati slično ali ipak vidljivo drugačije obojene komade suvremenog stakla, kako na kraju ne bi došlo do žrtvovanja integriteta izvornika.
U strukturalnom smislu najvažnije je da se okvir očuva u nedirnutom ali dobrom stanju, sve u svrhu sigurnosti same cjeline prozora.

### Zaštita pod dodatno staklo
Ovo je jedan od malobrojnih mogućih načina zaštite vitraja, na licu mjesta odnosno u sklopu objekta gdje se vitraji nalaze. Iako donosi neke pozitivne efekte taj način zaštite ima i neke nedostatke. Idealno bi cilj ovog zahvata bio da vitraj oslobodi barem funkcije zaštitne barijere, da ga štititi od mehaničkih i atmosferskih oštećenja, spriječi kondenzaciju na površini samog vitraja, te tako ujedno minimizira potrebu za interventnom konzervacijom. Na nesreću, nisu rijetki slučajevi u kojima je ovakav zahvat kasnije zbog neodgovarajuće izvedbe još više doprinosio ubrzanom propadanju predmeta. Alternativno se mogu postaviti zaštitne mreže ili rešetke, no ove se nerado koriste jer su u pravilu u izrazitom sukobu s estetskim izgledom objekta.

### Druge opcije
U nekim slučajevima ,obujam zahvata može zahtijevati potpuno uklanjanje dijela ili čak više dijelova ostakljenja,što pak za posljedicu ima određene posljedice vezane uz dostupnost objekta javnosti.Konzervacija katedrale u Yorku izvrstan je recentni primjer ovakvog postupka, i pokazuje kako konzervatori mogu prilagoditi svoje zahtijeve i djelovanje jednom funkcionalnom objektu kakav je kadrala u Yorku, i to sve bez kompromitiranja temeljnih konzervatorskih postavki. Za dugotrajne konzervacije izvorni objekt nadomješten je digitalnom replikom. Ovo je pozitivan primjer poštovanja javnog ali i konzervatorskih interesa,te iako se ne radi o idealnom rješenju, pokazuje kako i interes javnosti mora biti uzet u obzir i poštovan.(Rosewell 2008a)?

## Školovanje konzervatora vitraja u Hrvatskoj
U Hrvatskoj trenutačno ne postoji mogućnost školovanja za konzervatora vitraja. Konzerviranje restauriranje vitraja stoga obavljaju isključivo osobe priučene ovom poslu,većinom obrtnici koji rade na izradi vitraja, te oblikovatelji stakla i akademski slikari,kipari,ili likovni pedagozi.

## Zakonska regulativa i zaštita prava konzervatora restauratora
Ako izuzmemo opće zakonske akte rad konzervatorsko-restauratorske službe, pa i konzervatora restauratora metala u Hrvatskoj danas prije svega određuju sljedeći propisi
Za restauratore i restauratore tehničare koji rade u Hrvatskom restauratorskom zavodu,Hrvatskom državnom arhivu,Nacionalnoj i sveučilišnoj knjižnici,te samostalno,odnosno za restauratore i preparatore koji rade u muzejima:
- Pravilnik o stručnim zvanjima za obavljanje poslova na zaštiti i očuvanju kulturnih dobara te uvjetima i načinu njihova stjecanja (NN 104/19 na snazi od 8.11.2019.)

- Pravilnik o uvjetima za dobivanje dopuštenja za obavljanje poslova na zaštiti i očuvanju kulturnih dobara (NN 98/18)

Što se tiče zaštite prava konzervatora restauratora stanje je i dalje nezadovoljavajuće usprkos nekim pozitivnim stvarima koje donosi novi pravilnik, prije svega činjenice da su svi konzervatori restauratori konačno podvedeni pod jedan jedinstveni pravilnik,te konačnog reguliranja statusa školovanih restauratora.

## Slobodni software uporabiv u konzerviranju vitraja
- Besplatni američki program za vodenje restauratorske dokumentacije[1]
- ACORN (A COnservation Records Network) ,besplatno američko web bazirano radno okružje za dokumentiranje konzervatorsko restauratorskih zahvata  Arhivirana inačica izvorne stranice od 7. listopada 2017. (Wayback Machine)
- Besplatni operativni sustavi: sve Linux distribucije (npr. Debian, Ubuntu, Fedora ,Slackware,Puppy Linux...)
- Besplatne alternative Microsoft Word(R)-u: OpenOffice.org,LibreOffice, AbiWord
- Uređivanje fotografija:GIMP, VIPS,[2] ImageJ
- Slobodni preglednici slika:GQview, Xnview,IrfanView
- Stolno izdavaštvo, izrada plakatnih prezentacija: Scribus
- Fragment Reassembler,slobodni software za   prepoznavanje dijelova i sastavljanje fragmentiranih predmeta[3]

## Vanjske poveznice
- (engl.) Conservation of Lafarge and Tiffany Stained Glass  Arhivirana inačica izvorne stranice od 19. srpnja 2011. (Wayback Machine), uključuje upute o održavanju i zaštiti
- (engl.) Caring for Your Church's Contents, uključuje i upute o zaštiti crkvene arhitekture i njenih ostakljenih površina
- (engl.) Corpus Vitrearum Medii Aevi (CVMA)
- (engl.) Vidimus  Arhivirana inačica izvorne stranice od 26. ožujka 2009. (Wayback Machine), slobodan on-line magazin posvećen vitraju
- (njem.) Modellhafte Schadensanalyse und Entwicklung eines Restaurierungskonzeptes zur Beseitigung der Umweltschäden an den mittelalterlichen Glasfenstern der St. Marienkirche in Frankfurt (Oder)“[neaktivna poveznica]
- (engl.) Adhesives for Stained Glass Windows — Development of a New System for Wide Cracks  Arhivirana inačica izvorne stranice od 17. listopada 2013. (Wayback Machine)
- Manuel de conservation,restauration et creation de vitraux

Video zapisi
- (engl.) Handle With Care: Approaches, Perils, and Best Practice in Stained-Glass Conservation Today

1. ↑  Arhivirana kopija. Inačica izvorne stranice arhivirana 13. kolovoza 2011. Pristupljeno 29. listopada 2017. journal zahtijeva |journal= (pomoć)CS1 održavanje: arhivirana kopija u naslovu (link)
2. ↑  Arhivirana kopija. Inačica izvorne stranice arhivirana 21. rujna 2017. Pristupljeno 29. listopada 2017. journal zahtijeva |journal= (pomoć)CS1 održavanje: arhivirana kopija u naslovu (link)
3. ↑  http://vcg.isti.cnr.it/~pietroni/reassembly/index.html  Arhivirana inačica izvorne stranice od 6. listopada 2017. (Wayback Machine) Pristupljeno06.10.2017.